# Harry Bugin
Harry Bugin (10 de marzo de 1929 - 6 de octubre de 2005) fue un actor y músico estadounidense, conocido por su actuación en películas de los hermanos Coen.

## Vida y carrera
Bugin nació en el distrito del Bronx, Nueva York, hijo de Sadie e Isidore Bugin. Se graduó en la escuela pública de Nueva York y más tarde en la Academia de Arte Dramático de la ciudad de Nueva York. Tacaba varios instrumentos musicales como el bajo, la guitarra y la tuba, entre otros. En 1957 se casó con Aphrodite Manickas en Nueva York, época en la que ella comenzaba su carrera en publicidad que iba a durar treinta años. Vivieron en Jackson Heights, Nueva York, hasta su muerte en octubre de 2005. 
Además de su carrera en el cine, Bugin fue músico profesional (como contrabajista y bajista). Durante las décadas de 1940 y 1970, tocó junto a músicos como Tex Beneke (entre 1956 y 1957) y en los años 1960 junto a Glenn Miller, Ray McKinley, Vaughn Monroe y Sammy Kaye.

## Filmografía
- Game 6 (2005) ... Dodgie
- Joe Gould's Secret (2000) ... Newsman
- El gran Lebowski (1998) ... Arthur Digby Sellers
- Destination Anywhere (1997) ... Barman
- Sudden Manhattan (1997) ... Gran'pa Pete
- City Hall (1996) ... Morty the Waiter
- The Hudsucker Proxy (1994) ... Aloysius
- For Love or Money (1993) - Joey Pickles
- Night of the City (1993) - Fight Promoter
- Mac (1992) ... Paciente del hospital
- Barton Fink (1991) ... Pete
- Miller's Crossing (1990) - Rooster (gánster)
- America's Most Wanted: America Fights Back ... Aniello Dellacroce (serie; un capítulo, 1989)
- Going Under Cover (1985) - Harry Hargreaves
- Pennies From Heaven (1984) - Dancer
- The Day After (1983) (telefilme) ... Man at phone
- The Last American Virgin (1982) ... Doctor
- The Man Who Saw Tomorrow (1981) ... Warlord's Aide